# Mustafa Kizza
Mustafa Kizza (Kibuli, 3 ottobre 1999) è un calciatore ugandese, difensore del Kampala City.

## Carriera
Il 3 marzo 2017, Kizza esordisce nel campionato ugandese giocando la sua prima partita con il Kampala City. Il 15 novembre dello stesso anno realizza la prima rete da calciatore, sempre in campionato. A fine stagione arriva a collezionare 7 presenze. 
Il 7 marzo 2018 esordisce in Champions League giocando da titolare il 1º turno del preliminare contro il Saint George. Durante la fase a gironi è sempre titolare per tutte le sei partite disputate.
Il 20 luglio 2020 viene acquistato dal Montréal Impact ma non potendo essere tesserato nel breve periodo a causa della Pandemia di COVID-19 viene lasciato in prestito al club ugandese fino a fine anno. Arriva in Canada a novembre dello stesso anno, esordendo nelle ultime partite di campionato. La stagione successiva non trova molto spazio collezionando in totale 20 presenze tra campionato e coppa nazionale. A fine stagione non gli viene rinnovato il contratto, rimanendo così svincolato.
Il 17 luglio 2022 viene ingaggiato dall'Arouca.

## Statistiche
Statistiche aggiornate al 21 novembre 2021.
| Stagione           | Squadra            | Campionato         | Campionato | Campionato | Coppe nazionali | Coppe nazionali | Coppe nazionali | Coppe continentali | Coppe continentali | Coppe continentali | Altre coppe | Altre coppe | Altre coppe | Totale | Totale |
| Stagione           | Squadra            | Comp               | Pres       | Reti       | Comp            | Pres            | Reti            | Comp               | Pres               | Reti               | Comp        | Pres        | Reti        | Pres   | Reti   |
| ------------------ | ------------------ | ------------------ | ---------- | ---------- | --------------- | --------------- | --------------- | ------------------ | ------------------ | ------------------ | ----------- | ----------- | ----------- | ------ | ------ |
| 2016-2017          | Kampala City       | USL                | 7          | 0          |                 | -               | -               |                    | -                  | -                  |             | -           | -           | 7      | 0      |
| 2017-2018          | Kampala City       | USL                | 23         | 2          |                 | -               | -               | CCL                | 8                  | 0                  |             | -           | -           | 31     | 2      |
| 2018-2019          | Kampala City       | USL                | 24         | 6          |                 | -               | -               | CCC                | 4                  | 0                  |             | -           | -           | 28     | 6      |
| 2019-2020          | Kampala City       | USL                | 32         | 2          |                 | -               | -               | CCL                | 2                  | 1                  |             | -           | -           | 34     | 3      |
| nov.-dic. 2020     | Montréal Impact    | MLS                | 2          | 0          |                 | -               | -               | CCL                | 1                  | 0                  |             | -           | -           | 3      | 0      |
| 2021               | Montréal Impact    | MLS                | 18         | 0          | CC              | 2               | 0               |                    | -                  | -                  |             | -           | -           | 20     | 0      |
| Totale CF Montreal | Totale CF Montreal | Totale CF Montreal | 20         | 0          |                 | 2               | 0               |                    | 1                  | 0                  | -           | -           | -           | 23     | 0      |
| lug. 2022-         | Arouca             | PL                 | -          | -          | TP+TdL          | -               | -               |                    | -                  | -                  |             | -           | -           | -      | -      |
| Totale carriera    | Totale carriera    | Totale carriera    | 106        | 10         |                 | 2               | 0               |                    | 15                 | 1                  | -           | -           | -           | 123    | 10     |

## Palmarès

### Club

#### Competizioni nazionali
- Uganda Super League: 2

Kampala City: 2016-2017, 2018-2019
- Kakungulu Cup: 2

Kampala City: 2016-2017, 2017-2018
- Canadian Championship: 1

CF Montréal: 2021

### Nazionale
- Coppa CECAFA: 1

2019